# 콜란밭쥐
콜란밭쥐(Caryomys inez)는 비단털쥐과에 속하는 설치류의 일종이다. 중국에서만 발견된다. 2종의 아종이 알려져 있으며, "이네즈"(Caryomys inez inez)는 분포 지역 북부에 "눅스"(Caryomys inez nux)는 남부에 분포한다.

## 특징
콜란밭쥐는 머리부터 몸까지 몸길이가 약 90mm, 꼬리가 32~44mm이다. 귀는 작고 둥글며, 털 밖으로 거의 드러나지 않는다. 등 쪽 털은 흐릿한 담황색빛 갈색을 균일하게 띠며 하체는 희미한 담황색이다. 손과 발 윗면은 갈색이다. 꼬리 윗면은 진한 갈색을 띠고 아랫쪽은 희미한 갈색의 두 가지 색을 보인다.

## 분포 및 서식지
콜란밭쥐는 중국 토착종으로 산시(섬서성)과 산시(산서성), 안후이, 쓰촨, 간쑤, 허난, 닝샤 후이족 자치구, 허베이, 후베이성에 알려져 있다. 해발 500m와 2000m 사이에서 발견되며, 일반적인 서식지는 골짜기와 도랑의 울창하게 얽혀 있는 덤불 속으로 물렁한 흙 속에 굴을 판다.

## 습성
번식 습성은 거의 알려져 있지 않지만, 3월과 10월 사이에 번식하는 것으로 간주하고 있다. 암컷은 4개의 젖꼭지를 갖고 있으며, 2마리의 새끼를 밴 암컷을 발견한 기록이 있다.

## 보전 상태
콜란밭쥐는 널리 분포하며, 대형 전체 개체군을 가진 것으로 추정된다. 알려진 특별한 위협 요인은 없고 분포 지역 안의 여러 보호 지역에서 서식한다. 개체수 추이는 알려져 있지 않지만, 국제 자연 보전 연맹(IUCN)이 보전 등급을 "관심대상종"으로 분류하고 있다.